# Quinto Cecílio Metelo Baleárico
Quinto Cecílio Metelo Baleárico (em latim: Quintus Caecilius Metellus Balearicus) foi um político da gente Cecília Metela da República Romana eleito cônsul em 123 a.C. com Tito Quíncio Flaminino. Membro de uma das mais poderosas famílias romanas de sua época, era o filho mais velho de Quinto Cecílio Metelo Macedônico, cônsul em 143 a.C., e irmão de Lúcio Cecílio Metelo Diademado, cônsul em 117 a.C., Marco Cecílio Metelo, cônsul em 115 a.C. e Caio Cecílio Metelo Caprário, cônsul em 113 a.C.. Além disto, era primo de Lúcio Cecílio Metelo Dalmático, cônsul em 119 a.C., e de Quinto Cecílio Metelo Numídico, cônsul em 109 a.C..

## Carreira

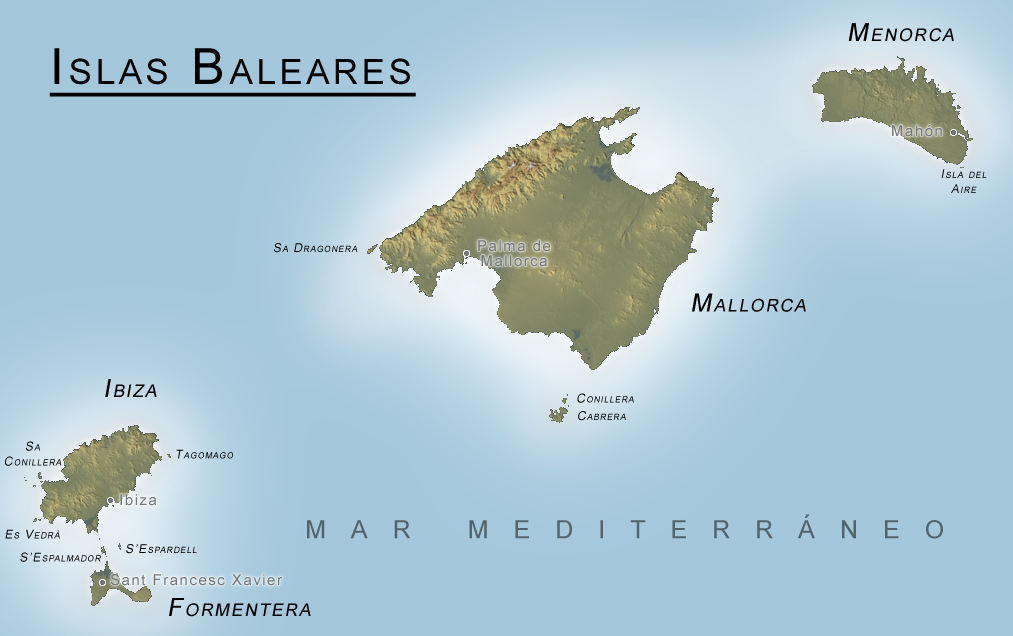
Ilhas Baleares, conquistadas por Metelo e anexadas à República Romana como uma nova província.

Acredita-se que tenha servido com o pai na Hispânia Citerior em 143-142 a.C. Em algum momento antes de 126 a.C., foi eleito pretor da Sardenha. Em 123 a.C., foi eleito cônsul com Tito Quíncio Flaminino e, durante seu consulado, recebeu o comando da campanha contra os piratas das ilhas Baleares, que durou até o ano seguinte, quando teve seu mandato estendido com poderes proconsulares. Em 121 a.C., Metelo conseguiu derrotar os piratas e conquistou Maiorca e Minorca, conhecidas comos "Baleares", o que lhe valeu o agnome "Baleárico" e um triunfo. Logo depois da vitória, o território foi anexado como uma nova província romana e Metelo fundou duas colônias na região, Palma e Pollentia, com 3 000 romanos vindos da Hispânia.
Em 120 a.C., foi eleito censor e, com seu colega, renomeou Públio Cornélio Lêntulo como príncipe do senado.

## Família
Metelo Baleárico teve três filhos, Quinto Cecílio Metelo Nepos, cônsul em 98 a.C., Cecília Metela, uma virgem vestal e sacerdotisa da deusa romana Juno Sóspita, e Cecília Metela Baleárica, esposa de Ápio Cláudio Pulcro, cônsul em 79 a.C., e mãe do famoso tribuno da plebe Públio Clódio Pulcro.